# Annie Borckink
Anna Johanna Geertruida Maria (Annie) Borckink (Hupsel, 17 oktober 1951) is een Nederlandse oud-langebaanschaatsster.
Borckink heeft jarenlang in de middenmoot meegereden bij het langebaanschaatsen. Tijdens de Olympische Winterspelen van 1980 in Lake Placid was ze echter zeer verrassend in topvorm. In de wind en sneeuw reed zij naar het goud op de 1500 meter, in een tijd van 2.10,95, terwijl de verwachting was dat de titel naar de Sovjet-Russische Natalja Petroeseva zou gaan. Het succes voor Nederland in deze wedstrijd werd compleet gemaakt door Ria Visser die zilver haalde.
Haar succes leverde Borckink de titel Sportvrouw van het jaar op. Ze verdween daarna echter vrijwel direct weer in de anonimiteit en haalde nooit meer een dergelijk resultaat. In 2005 vernam Borckink van Ab Krook dat het IOC voorafgaand aan de wedstrijd een strenge dopingcontrole uitvoerde wat haar deed vermoeden dat het de concurrentie had afgeschrikt.
In 2014 was er een terugblik over haar succes in het programma Andere Tijden Sport. Daarin reed zij 33 jaar later nogmaals de rit.

## Resultaten
| Jaar | NK Allround | EK Allround | Olympische Spelen                       | WK Allround | WK Sprint |
| ---- | ----------- | ----------- | --------------------------------------- | ----------- | --------- |
| 1975 |             |             |                                         | 10e         | 13e       |
| 1976 | Zilver      |             | 23e 500m 16e 1000m 12e 1500m 15e 3000m  | 14e         | 13e       |
| 1977 |             |             |                                         | 8e          | 12e       |
| 1978 |             |             |                                         |             |           |
| 1979 |             |             |                                         |             |           |
| 1980 | Zilver      |             | 22e 500m · 6e 1000m · 1500m · 13e 3000m | 12e         | 14e       |
| 1981 | Brons       | 13e         |                                         | 14e         |           |

### Medaillespiegel
| Kampioenschap          | Goud · | Zilver · | Brons · |
| ---------------------- | ------ | -------- | ------- |
| NK Allround            | 0      | 2        | 1       |
| Olympische Spelen 1980 | 1      | 0        | 0       |

## Persoonlijke records
| Afstand    | Tijd    | Datum            | Baan        |
| ---------- | ------- | ---------------- | ----------- |
| 500 meter  | 43,30   | 12 februari 1977 | Keystone    |
| 1000 meter | 1.25,60 | 6 maart 1980     | Inzell      |
| 1500 meter | 2.10,95 | 14 februari 1980 | Lake Placid |
| 3000 meter | 4.41,75 | 26 december 1980 | Inzell      |

1960: Lidia Skoblikova ·
1964: Lidia Skoblikova ·
1968: Kaija Mustonen ·
1972: Dianne Holum ·
1976: Galina Stepanskaja ·
1980: Annie Borckink ·
1984: Karin Enke ·
1988: Yvonne van Gennip ·
1992: Jacqueline Börner ·
1994: Emese Hunyady ·
1998: Marianne Timmer ·
2002: Anni Friesinger ·
2006: Cindy Klassen ·
2010: Ireen Wüst ·
2014: Jorien ter Mors ·
2018: Ireen Wüst ·
2022: Ireen Wüst
1. ↑  Het moment van: Annie Borckink Schaatsen.nl, 8 september 2023